# L'Argus. Journal électorique

L'Argus, journal électorique est un journal fondé par Charles Mondelet, imprimé et publié par Ludger Duvernay. Ce périodique parut du 30 août 1826 au 30 novembre 1826 à Trois-Rivières, et du 24 juillet 1827 au 11 mars 1828 à Montréal.
La première édition a paru durant une campagne électorale dans le "comté" des Trois-Rivières. Dans celle-ci, ce journal appuie le candidat du parti canadien, Pierre-Benjamin Dumoulin contre son adversaire anti-canadien, Charles Richard Ogden. Après la victoire de ce dernier, L'Argus dénonce le déroulement des élections, qui étaient selon lui déterminées par plusieurs irrégularités. L'éditeur espérait sans aucun doute éveiller une conscience plus démocratique dans la population.
Le nom inhabituel donné à ce journal résulte de cette stratégie.